# Corte Suprema de Míchigan

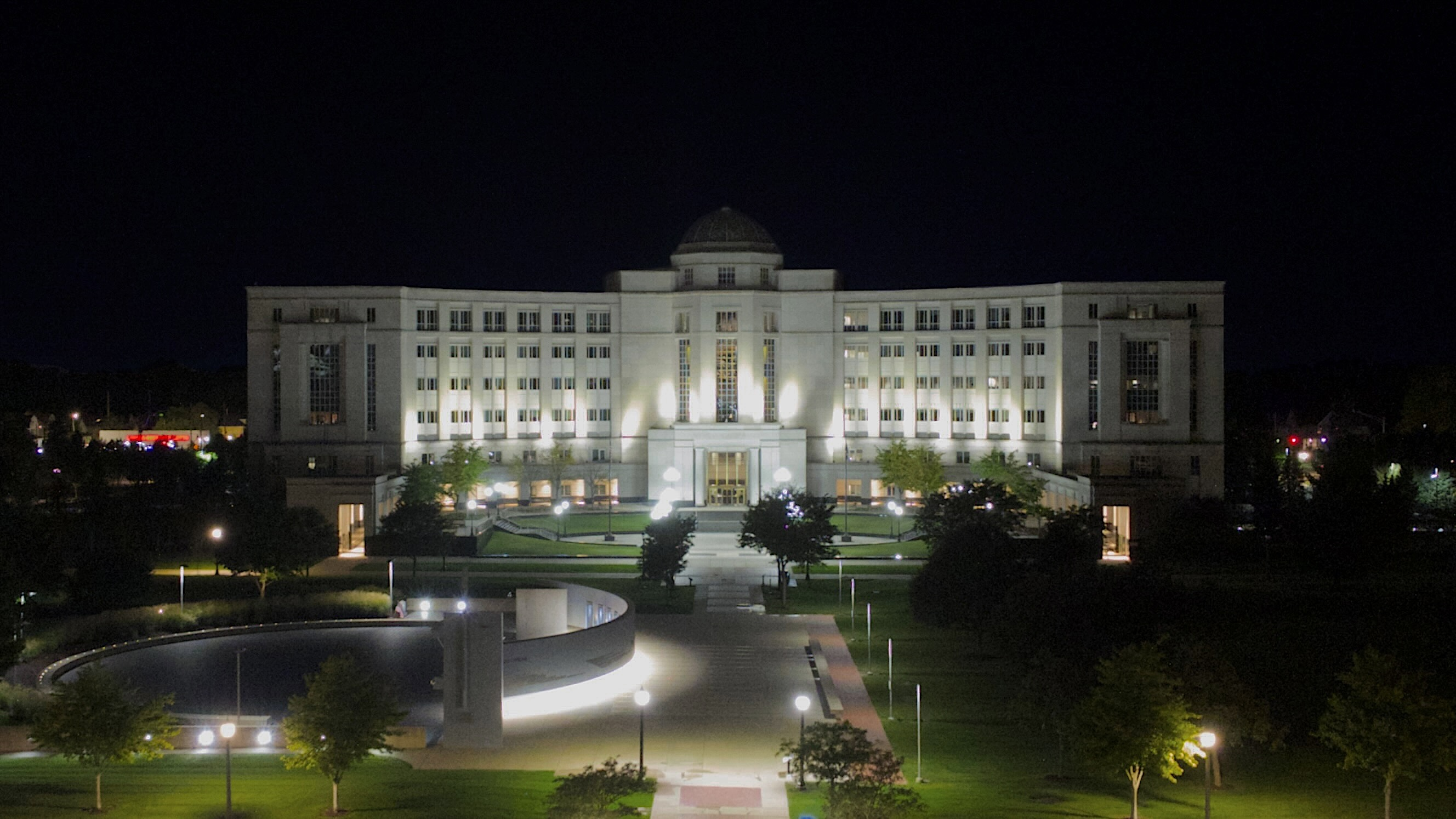
Michigan Hall of Justice, sede de la Corte Suprema de Míchigan.

La Corte Suprema de Míchigan o Tribunal Supremo de Míchigan (en inglés: Michigan Supreme Court) es el más alto tribunal del estado de Míchigan, Estados Unidos de América. Es conocido como "el tribunal del último recurso" de Míchigan y está formado por siete jueces, que son elegidos para mandatos de ocho años. Los candidatos son propuestos por los partidos políticos y son elegidos en una votación independiente. Los candidatos a la Corte Suprema deben ser electores acreditados, licenciados para ejercer de abogado en Míchigan durante al menos cinco años, y tener menos de 70 años de edad en el momento de la elección. Las vacantes son cubiertas por designación del Gobernador hasta las siguientes elecciones generales. Cada dos años, los jueces nombrar a un miembro del Tribunal para servir como Presidente del Tribunal Supremo (en inglés: Chief Justice).
Cada año, el Tribunal recibe más de 2.000 nuevos casos. En la mayor parte de los casos, los litigantes buscan la revisión de decisiones de Tribunal de Apelación de Míchigan (Michigan Court of Appeals), pero la Corte Suprema también atiende casos sobre abogados y de mala conducta judicial, así como un pequeño número de asuntos sobre los cuales el tribunal tiene la jurisdicción original. El tribunal promulga una decisión por orden u opinión en todos los casos que atiende.
Los otros deberes del tribunal incluyen la supervisión de las operaciones de todos los tribunales de proceso estatales; al tribunal le asiste la Oficina Administrativa del Tribunal Estatal (State Court Administrative Office), una agencia del Tribunal. Las responsabilidades del tribunal también incluyen un proceso de comentario público sobre cambios para modificar el reglamento de la corte, reglamentos sobre las pruebas, y otros asuntos administrativos. El tribunal tiene el poder pleno de control y de supervisión sobre todos los tribunales estatales de Míchigan.
De acuerdo con el artículo 6, sección 30 de la Constitución de Míchigan, se creó la Comisión de Tenencia Judicial de Míchigan (Michigan Judicial Tenure Commission). Esta es una agencia dentro de la judicatura, que tiene jurisdicción sobre acusaciones de mala conducta, mal comportamiento y debilidad judicial. La Corte Suprema tiene el poder principal, de supervisión y control, y la jurisdicción de apelación sobre las cuestiones de penas (incluso el despido de jueces de la oficina).
La Corte se encuentra en el Michigan Hall of Justice, en Lansing, la capital del estado.

## Composición actual
- Clifford W. Taylor, 1997–actualidad, Presidente del tribunal 2005–actualidad
- Michael F. Cavanagh, 1982–actualidad, Presidente del tribunal 1991–1995
- Elizabeth A. Weaver, 1994–actualidad, Presidente del tribunal 1999–2000
- Marilyn Jean Kelly, 1996–actualidad
- Maura D. Corrigan, 1998–actualidad, Presidente del tribunal 2001–2004
- Robert P. Young Jr., 1999–actualidad
- Stephen J. Markman, 1999–actualidad